# Молибдат кальция
Молибдат кальция — неорганическое соединение, соль металла кальция и молибденовой кислоты с формулой CaMoO4, 
бесцветные кристаллы, 
не растворимые в воде,
образует кристаллогидраты.

## Получение
- Обменные реакции:

{\displaystyle {\mathsf {Na_{2}MoO_{4}+CaCl_{2}\ {\xrightarrow {}}\ CaMoO_{4}\downarrow +2NaCl}}}
- Сплавление оксида молибдена(VI) с оксидом или карбонатом кальция:

{\displaystyle {\mathsf {MoO_{3}+CaO\ {\xrightarrow {T}}\ CaMoO_{4}}}}
{\displaystyle {\mathsf {MoO_{3}+CaCO_{3}\ {\xrightarrow {T}}\ CaMoO_{4}+CO_{2}}}}

## Физические свойства
Молибдат кальция образует бесцветные кристаллы 
тетрагональной сингонии, 
пространственная группа I 41/a, 
параметры ячейки a = 0,523 нм, c = 1,44 нм, Z = 4.
Не растворяется в воде.
Образует кристаллогидраты состава CaMoO4•n H2O, где n = 1 и 2.

## Применение
- Используется при выплавке ферромолибдена.